# 里夏德·朔尔

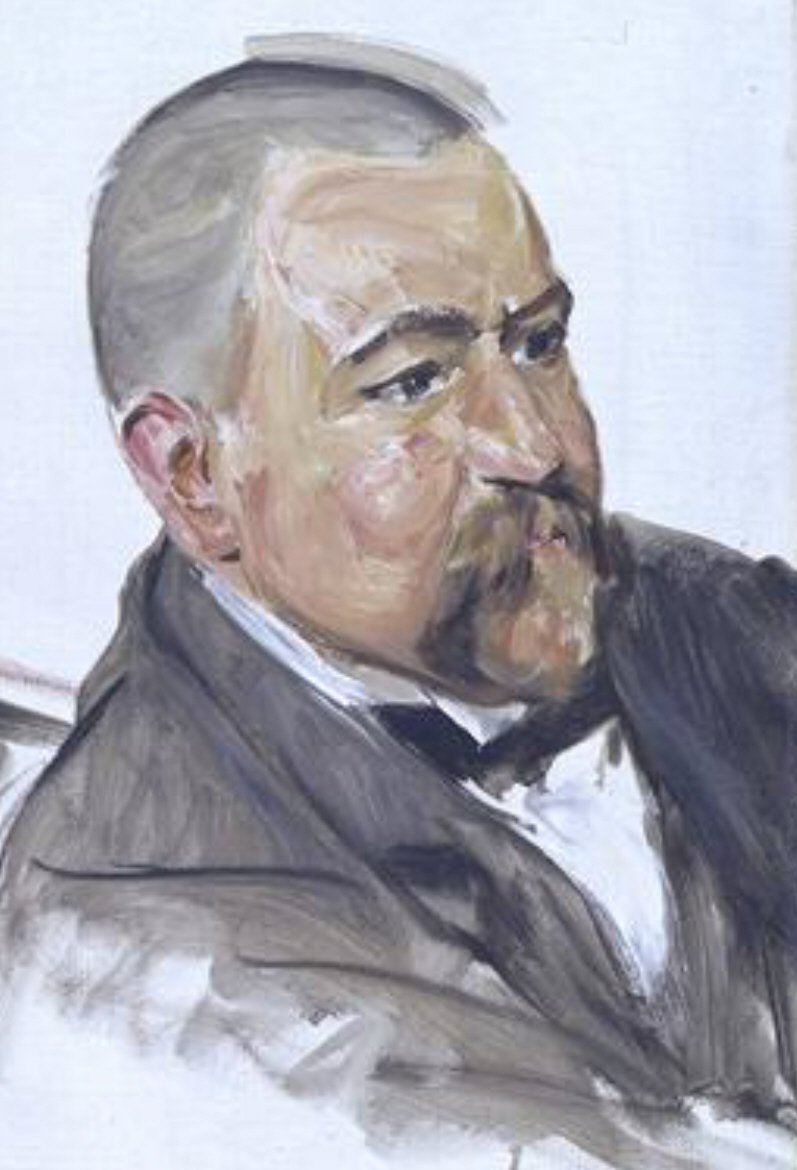
里夏德·朔尔

里夏德·赖因哈德·埃米尔·朔尔（德語：Richard Reinhard Emil Schorr；1867年8月20日—1951年9月21日）是一位德國天文学家。月球上的斯科尔环形山和小行星1235就是以他的名字命名的。 
1867年8月20日绍尔生于卡塞尔市。1889年至1891年，斯科尔担任基尔天文台《天文学通报》的助理编辑。1892年朔尔成为汉堡天文台天文观察员，1899年接替格奥尔格·弗里德里希·威廉·吕姆克成为汉堡天文台台长。格奥尔格·弗里德里希·威廉·吕姆克在任期间，就已开始了在汉堡郊外的新天文台建设项目，当他病重去世后，朔尔接手了他的工作，完成了在汉堡-伯格多夫区（Hamburg-Bergedorf）德国第二大天文台建设。1912年新天文台正式投入运行。
朔尔的主要兴趣集中于星体位置(天体测量)、恒星自行研究及日食观测方面。他启动了很多星表课题项目（最出名的是德国天文学会星表（AGK2））。从1905到1928年朔尔曾组织过8次到世界各地的日食观察，其中有7次自己亲自参加了。
对AGK2的观测研究主要在1913年到1920年间，汉堡天文台的数名天文学家拍摄了超过1700张底片。后来这些测量底片也被朔尔和丹麦天文学家霍尔格·蒂勒用于查找和测定彗星和小行星的位置。在此期间,他们共发现了30颗新的小行星和一颗新彗星-D/1918 W1（朔尔）。
朔尔曾雇用了光学设计家伯恩哈德·施密特(Bernhard Schmidt)并为其提供一间房间以试验新的光学组件。而施密特也为天文台建造了几台新的望远镜。1930年施密特发明了施密特相机，这是一种带极宽视场并在旋转感光软片的弯曲表面无图象畸变的望远镜。朔尔敦促施密特为伯格多夫的天文台建造了第一架施密特望远镜。
在纳粹统治时间，因朔尔到龄而退休，原先他希望沃尔特·巴德能接任他的职务，但后者以正在建设中的威尔逊山天文台和帕洛马山天文台工作环境更好为由而拒绝了他。1941年他不顾纳粹组织的意愿而选择了奥托·海克曼作为他的继任者。
1951年9月21日，他在萨尔茨堡州巴特加斯泰因镇去世。

## 参阅
1. ↑  图片档案-里夏德·赖因哈德·埃米尔·朔尔 （页面存档备份，存于） - 波茨坦天体物理研究所

## 文献
- J. Schramm, Sterne über Hamburg - Die Geschichte der Astronomie in Hamburg, 2nd edition, Kultur- & Geschichtskontor （页面存档备份，存于）, Hamburg 2010, ISBN 978-3-9811271-8-8